# هيساو يامادا
هيساو يامادا (باليابانية: 山田尚勇؛ بالكانا: やまだ ひさお) هو عالم حاسوب ياباني، ولد في 8 يونيو 1930 في طوكيو في اليابان، وتوفي في 21 مايو 2008.